# Jazz ’Round Midnight (альбом Аниты О’Дэй)
Jazz ’Round Midnight — сборник американской певицы Аниты О’Дэй, выпущенный в 1997 году на лейбле Verve Records в одноимённой серии альбомов. В соответствии с темой, в альбом вошли самые мягкие, балладные композиции из сессий О’Дэй для Verve 1950-х и 1960-х годов.

## Отзывы критиков
| Оценки критиков                            | Оценки критиков |
| Источник                                   | Оценка          |
| ------------------------------------------ | --------------- |
| AllMusic                                   | [ 1 ]           |
| MusicHound Jazz: The Essential Album Guide | [ 2 ]           |
| The Rolling Stone Jazz & Blues Album Guide | [ 3 ]           |

В рецензии AllMusic Стивен Кук написал: «Если ваш подход к джазовому вокалу плавный, этот диск с такими балладами, как „Man With a Horn“, „I’m Not Lonely“ и „Early Autumn“, станет идеальным для прослушивания. И хотя О’Дэй — не первое слово в джазовых балладах (вспомните Джун Кристи или Эллу Фитцджеральд), её завораживающее исполнение — наряду с богатством первоклассных аранжировок и потрясающим составом сайдменов — восполняет недостаток моментов возвышенного настроения. Наполненный жемчужинами расцвета певицы 50-х и начала 60-х, Jazz ’Round Midnight сделает процесс ознакомления таким же лёгким, как бокал французского красного».

## Список композиций
1. «Angel Eyes» (Эрл Брент, Мэтт Деннис) — 3:39
2. «A Nightingale Sang in Berkeley Square» (Эрик Машвиц, Мэннинг Шервин) — 4:01
3. «We’ll Be Together Again» (Карл Фишер, Фрэнки Лэйн) — 3:37
4. «I Cover the Waterfront» (Джонни Грин, Эдвард Хейман) — 3:44
5. «If the Moon Turns Green» (Пол Коутс, Берни Ханиген) — 2:54
6. «Early Autumn» (Ральф Бернс, Вуди Херман, Джонни Мерсер) — 3:09
7. «I’m Not Lonely» — 3:04
8. «A Lover Is Blue» (Чарльз Карпентер, Джимми Манди, Трамми Янг) — 3:00
9. «Tenderly» (Уолтер Гросс, Джек Лоуренс) — 3:20
10. «I’m Not Supposed to Be Blue Blues» (Гарнер Рассел) — 2:27
11. «You Came a Long Way from St. Louis» (Джон Бенсон Брукс, Боб Расселл) — 4:13
12. «Trav’lin’ Light» (Джонни Мерсер, Джимми Манди, Трамми Янг) — 3:33
13. «Man With the Horn» (Эдди Деланж, Джек Дженни, Бонни Лейк) — 3:54
14. «I Can’t Get Started» (Вернон Дюк, Айра Гершвин) — 3:53
15. «You Don’t Know What Love Is» (Джин Де Пол, Дон Рэй) — 2:55
16. «Crazy He Calls Me» (Боб Расселл, Карл Сигман) — 3:24

## Участники записи
- Оркестр Расса Гарсии (1)
- Оркестр Бадди Бергмана (2, 7, 13, 14)
- Оркестр Джонни Мэнедела (5, 12, 16)
- Оркестр Марти Пейча (6)
- Оркестр Джимми Джуффри (8)
- Оркестр Гэри Макфарланда (11)
- Бас — Джо Мондрагон (2), Рэй Браун (3, 9), Монти Бадуиг (4), Лерой Виннегар (15)
- Вибрафон — Кол Чейдер
- Вокал — Анита О’Дэй
- Гитара — Барни Кессел (2), Херб Эллис (3, 9), Том Фарлоу (15)
- Конги — Вильфредо Винсенте (10)
- Саксофон-альт — Бад Шэнк (1)
- Ударные — Элвин Столлер (2), Джон Пул (3, 4, 9), Джонни Рэй (10), Ларри Банкер (15)
- Фортепиано — Оскар Питерсон (3, 9), Бад Лейвин (4), Боб Корвин (10), Лонни Хьюитт (10), Джимми Роулз (15)